# Рух вільних офіцерів (Єгипет)

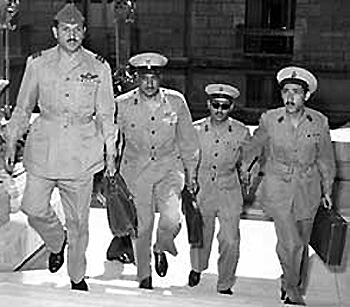
Лідери Вільних офіцерів. Зліва направо: Абдель Латіф аль-Багдаді, Гамаль Абдель Насер, Салах Салем, Абдель Хакім Амер

Рух вільних офіцерів, Вільні офіцери (араб. الضباط الأحرار) — таємна організація в Єгипті, що здійснила Липневу революцію 1952 року, під час якої було ліквідовано монархію.
Організація складалась, здебільшого, з молодших офіцерів. Була заснована підполковником Гамалем Абдель Насером влітку 1949 року невдовзі після поразки Єгипту в Арабо-ізраїльській війні 1948 року.